# 朱坡站
朱坡站是一个汉丹线上的铁路车站，位于湖北省襄樊市襄阳区朱坡乡，建于1962年，目前为四等站，邮政编码为441131。目前客运：办理旅客乘降；不办理行李、包裹托运；货运：办理整车货物发到。